# Adolf Vilém Sasko-Eisenašský
Adolf Vilém Sasko-Eisenašský (15. května 1632 Výmar – 21. listopadu 1668 Eisenach) byl v letech 1662 až 1668 sasko-eisenašským vévodou.

## Život
Adolf se narodil jako čtvrtý potomek sasko-výmarského vévody Viléma a jeho manželky Eleanory Anhaltsko-Desavské. V roce 1656 vstoupil do služeb švédského krále Karla X. Gustava, který zrovna válčil s Polskem v konfliktu, který je znám jako Malá Severní válka (1655–1660). Zde dosáhl hodnosti plukovníka. V roce 1662 umírá Adolfův otec, vévoda Vilém a jeho nástupcem se stává jeho nejstarší syn Jan Arnošt II. Sasko-Výmarský. Adolf Vilém jako mladší syn dostává do správy vévodství sasko-eisanašské.

## Manželství a potomci
Ve věku 30 let se 18. ledna 1663 ve Wolfenbüttelu oženil s Marií Alžbětou Brunšvicko-Wolfenbüttelskou, nejmladší dcerou vévody Augusta Brunšvicko-Lüneburského. Za pět let manželství porodila Marie Alžběta pět synů, z nichž se však žádný nedožil dospělosti. Nejmladší syn se narodil už jako pohrobek.
- 1. Karel August Sasko-Eisenašský (31. 1. 1664 Eisenach – 14. 2. 1665 tamtéž)[1]
- 2. Fridrich Vilém Sasko-Eisenašský (2. 2. 1665 Eisenach – 3. 5. 1665 tamtéž)[1]
- 3. Adolf Vilém Sasko-Eisenašský (26. 6. 1666 Eisenach – 11. 12. 1666 tamtéž)[1]
- 4. Arnošt August Sasko-Eisenašský (28. 8. 1667 Eisenach – 8. 2. 1668 tamtéž)[1]
- 5. Vilém August Sasko-Eisenašský (30. 11. 1668 Eisenach – 23. 2. 1671 tamtéž)[1]

Nejmladší syn Vilém August, který se narodil devět dní po vévodově smrti se jakožto jediný žijící vévodův potomek stal ve chvíli svého narození sasko-eisenašským vévodou. Jeho poručníkem a regentem se stal Jan Jiří, mladší bratr vévody Adolfa Viléma. Roku 1671 po smrti dvouletého Viléma Augusta, zdědil Jan Jiří sasko-eisenašské vévodství.